# Яня-Ґура (гміна Свекатово)
Яня-Ґура (пол. Jania Góra, нім. Johannisberg) — село в Польщі, у гміні Свекатово Свецького повіту Куявсько-Поморського воєводства.
Населення — 412 осіб (2011).
У 1975-1998 роках село належало до Бидгощського воєводства.

## Демографія
Демографічна структура станом на 31 березня 2011 року:
|          | Загалом | Допрацездатний вік | Працездатний вік | Постпрацездатний вік |
| -------- | ------- | ------------------ | ---------------- | -------------------- |
| Чоловіки | 203     | 44                 | 144              | 15                   |
| Жінки    | 209     | 42                 | 122              | 45                   |
| Разом    | 412     | 86                 | 266              | 60                   |